# 过氧化镉
过氧化镉是镉的过氧化物，化学式 CdO2。

## 制备
过氧化镉可以由镉盐（例如乙酸镉、硝酸镉或硫酸镉）和大量的氨水反应生成 Cd(NH3)42+阳离子后，再加入30% 过氧化氢，产生过氧化镉的奶油色沉淀。
{\displaystyle {\ce {CdSO4 + 2 NH4OH + H2O2 -> CdO2 + (NH4)2SO4 + 2 H2O}}}
它也可以由金属镉或氧化镉直接和过氧化氢反应而成：
{\displaystyle {\ce {CdO + H2O2 -> CdO2 + O2}}}
过氧化镉还可以由硝酸镉和超氧化钾在液氨中反应而成，此反应可以得到无水过氧化镉。

## 性质
过氧化镉是白色至黄色的粉末，在室温下缓慢分解，难溶于水。它和稀酸反应，产生对应的镉盐和过氧化氢。过氧化镉加热到180 °C时分解成氧化镉和氧气：
{\displaystyle {\ce {2 CdO2 -> 2 CdO + O2}}}
过氧化镉呈黄铁矿结构，空间群 Pa3 (No. 205)。它的二水合物在110 °C下失水。

## 用处
过氧化镉可用来生产用于光学用途的氧化镉薄膜。